# 塔努馬福利·馬列托亞·江布魯特
塔努馬福利·馬列托亞·江布魯特（英語：Tanumafili Malietoa Jungblut，1990年6月10日—）是美屬薩摩亞男子舉重運動員。他代表美屬薩摩亞參加2016年夏季奧林匹克運動會和2020年夏季奧林匹克運動會，也連續兩屆擔任開幕典禮的掌旗官。他在2016年大洋洲舉重錦標賽94公斤級奪得銅牌。

## 外部連結
- 塔努馬福利·馬列托亞·江布魯特在IWF
- 傳記在IWF